# Сагалаев, Эдуард Михайлович
Эдуа́рд Миха́йлович Сагала́ев (3 октября 1946, Самарканд — 13 мая 2023, Москва) — деятель советского и российского телевидения, журналист, президент Национальной ассоциации телерадиовещателей, один из основателей телеканала «ТВ-6», член Академии российского телевидения. Заслуженный журналист Российской Федерации (2018). Лауреат Государственной премии СССР (1978).

## Биография
Родился 3 октября 1946 года в Самарканде.
В 1967 году окончил филологический факультет Самаркандского государственного университета.
Пришёл на телевидение в 1975 году. С 1975 по 1980 год — заместитель главного редактора программ для молодёжи Центрального телевидения СССР.
 Вместе с Галиной Шерговой и Анатолием Лысенко участвовал в создании документального телесериала «Наша биография» (1977 год).
С 1980 по 1984 год — главный редактор радиостанции «Юность».
С 1984 по 1988 год — главный редактор программ для молодёжи Центрального телевидения СССР. В книге «Битлы перестройки» рассказано, что именно Сагалаев придумал название культовой программы «Взгляд».
С 1988 по 1990 год — главный редактор информации Центрального телевидения СССР, в частности, программы «Время». В качестве ведущего впервые появился в программе «12-й этаж», затем, с 1989 по 1990 год вёл еженедельную информационно-аналитическую программу «Семь дней».
С 1989 по 1991 год — заместитель председателя Государственного комитета СССР по телевидению и радиовещанию.
В 1990 году — генеральный директор Четвёртой программы Центрального телевидения СССР.
В 1991 году — председатель Союза журналистов СССР. 26 июня 1991 избран (4.07.1991 зарегистрирован) народным депутатом СССР от Союза журналистов. Впоследствии он так рассказывал об этом опыте: «Так до сих пор и не пойму, зачем мне это было нужно… Видно, бес попутал».
В 1991—1997 годах — председатель Международной конфедерации журналистских союзов.
С 27 августа по 27 декабря 1991 года — первый заместитель председателя и генеральный директор Всесоюзной государственной телевизионной и радиовещательной компании.
С 27 декабря 1991 по июль 1992 года — первый заместитель председателя и генеральный директор Российской государственной телевизионной и радиовещательной компании «Останкино».
С июля 1992 по 15 февраля 1996 года — президент Московской независимой вещательной корпорации (ТВ-6). С марта 1995 по 1996 год вёл авторскую программу «В мире людей» на телеканале «ТВ-6».
С 31 августа 1995 года — президент Национальной ассоциации телерадиовещателей (НАТ).
С 15 февраля 1996 по 10 февраля 1997 года — председатель Всероссийской государственной телевизионной и радиовещательной компании. Параллельно с этим в 1996—1997 годах являлся ведущим программы «Открытые новости» на телеканале РТР в паре со Светланой Сорокиной. 3 февраля 1997 года несколько высших менеджеров ВГТРК опубликовали в «Новой газете» открытое письмо под заголовком «ТВ-магазин: продаем программу на завтра», в котором утверждали о финансовой, творческой и кадровой деградации телекомпании, а также обвиняли Сагалаева в том, что он превращает компанию в источник личного обогащения. 7 февраля 1997 года Сагалаев подал заявление об увольнении по собственному желанию. 10 февраля Борис Ельцин назначил председателем ВГТРК Николая Сванидзе, однако изложенные в письме факты были признаны Судебной палатой по информационным спорам при Президенте Российской Федерации недостоверными.
С 10 февраля 1997 по февраль 2001 года — президент Московской независимой вещательной корпорации. В 1999 году принадлежавшие Сагалаеву 37,5 % МНВК перешли к Борису Березовскому; в результате предприниматель получил контроль над 75 % акций этой телекомпании. Причиной такого решения со стороны Сагалаева стали его концептуальные расхождения с покупателем акций: Березовский рассчитывал использовать ТВ-6 в политических целях, а Сагалаев очень хотел, чтобы он сохранился как канал семейного развлекательного вещания, каким и задумывался изначально. В феврале 2001 года окончательно ушёл с канала ТВ-6 с целью сосредоточиться на работе в Национальной ассоциации телерадиовещателей.
В 2004 году, после ухода с большого телевидения, Сагалаев заинтересовался мистикой. В 2009 году — ведущий программы «Мистические путешествия» на телеканале «ТНТ».
С 2009 года — художественный руководитель телеканала «Психология21», ведущий программы «Мудрость идиота, или Энциклопедия ошибок Эдуарда Сагалаева». Также был автором документальных фильмов «Воины Господа» (2010), который повествует о вечной битве между Богом и Дьяволом с воинами Господа — монахами Оптиной пустыни, а также «Индийские йоги среди нас и мы среди них» (показан на «Первом канале» в 2011 году) — о тайнах и чудесах религиозной Индии.
Скоропостижно скончался 13 мая 2023 года на 77-м году жизни. Похоронен на аллее журналистов Троекуровского кладбища.

## Общественная позиция
В 2001 году подписал письмо в защиту телеканала НТВ.
29 марта 2017 года во время церемонии вручения кинопремии «Ника» произнёс речь, часть которой была посвящена критике современного российского телевидения. В частности, Сагалаев заявил, что сегодня «телевидение больше не рискует и не показывает». Данный фрагмент с участием Сагалаева, как и ещё несколько других, где речь шла о политзаключённых и участниках массовых протестов 26 марта 2017 года, был вырезан из записи телетрансляции, шедшей в эфире канала НТВ.

## Награды и премии
- Золотая медаль имени Льва Николаева (2019) — за существенный вклад в просвещение, популяризацию достижений науки и культуры
- Заслуженный журналист Российской Федерации (27 декабря 2018) — за заслуги в развитии отечественной журналистики и многолетнюю плодотворную работу[46][47]
- Звание «Легенда журналистики» (2017) — за существенный профессиональный вклад в историю российской прессы премии «Золотое перо России»[48]
- Специальный приз премии «Радиомания» (2015) — «За вклад в развитие радиоиндустрии и создание Российской академии радио»[49]
- Премия Правительства Российской Федерации в области средств массовой информации (17 декабря 2015)[50]
- Орден «За заслуги перед Отечеством» III степени (16 ноября 2011) — за большие заслуги в развитии отечественного телерадиовещания и многолетнюю плодотворную деятельность[51]
- Премия Правительства Российской Федерации 2008 года в области науки и техники (10 марта 2009) — за разработку и внедрение автоматизированной территориально-распределительной системы защиты авторских и смежных прав в инфокоммуникационной среде
- Орден святого благоверного князя Даниила Московского III степени (2007)
- Орден «За заслуги перед Отечеством» IV степени (3 октября 2006) — за большой вклад в развитие отечественного телерадиовещания и многолетнюю добросовестную работу[52]
- Орден Дружбы (3 октября 1996) — за большой личный вклад в развитие отечественного телевидения и радио[53]
- Благодарность Президента Российской Федерации (25 июля 1996) — за активное участие в организации и проведении выборной кампании Президента Российской Федерации в 1996 году[54]
- Государственная премия СССР (1978) — за сценарий цикла телевизионных документальных фильмов «Наша биография» (1977)
- наградное оружие — пистолет от Министерства обороны РФ[55]

## Книги
- Эдуард Сагалаев. Когда журналисты были свободны. Документальный телевизионный роман. — М.. — Эксмо, 2021. — 268 с. — ISBN 978-5-04-119020-0.